# ایزبارک
ایزبارک (به لهستانی:  Idzbark) یک روستا در لهستان است که در گمینا اوسترودا واقع شده‌است. ایزبارک ۵۰۰ نفر جمعیت دارد.